# Joaquín Orellana

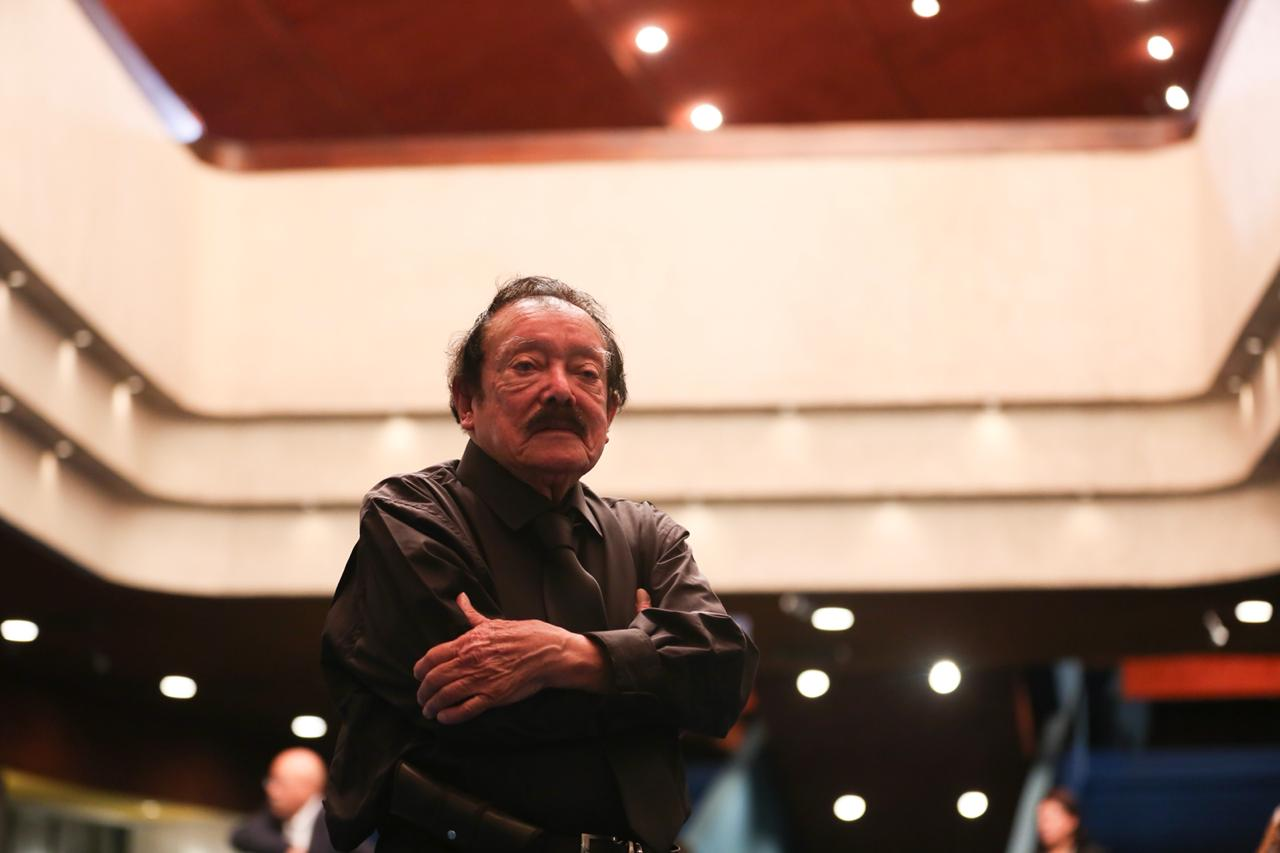
Joaquín Orellana im Jahr 2018.

Joaquín Orellana (* 5. November 1930 in Guatemala-Stadt) ist ein guatemaltekischer Komponist.

## Leben und Wirken
Orellana Mejía studierte von 1949 bis 1959 am Conservatorio Nacional de Música de Guatemala. Von 1967 bis 1969 studierte er am Instituto de Altos Estudios Musicales Torcuato di Tella in Buenos Aires, wo er die avantgardistische elektroakustische Musik kennenlernte. Zu seinen Lehrern gehörten hier Alberto Ginastera, Gerardo Gandini und Francisco Kröpfl und Franz Ippisch, ein jüdischer Flüchtling aus Österreich.
Von 1956 bis 1974 war Orellana Violinist beim Orquesta Sinfónica Nacional de Guatemala. Daneben leitete er die von ihm gegründete Grupo de Experimentación Musica. Er arbeitete in der Dirección General de Bellas Artes de Guatemala und unterrichtete am Nationalkonservatorium.
Von 1977 bis 1982 arbeitete er mit den Brüdern David und Igor de Gandarias, außerdem unterrichtete er beim Octavo Curso Latinoamericano de Música Contemporánea in São João del Rei (Brasilien). 2017 nahm er an der documenta 14 teil.

## Werke
- 1963: Contrastes, Ballett, für Orchester und Synthesizer
- 1968: Metéora für Synthesizer
- 1969: Multifona
- 1971: Humanofonía für Orchester und Synthesizer
- 1972: Malebolge (Humanofonía II) für Synthesizer
- 1972: Entropé für Synthesizer
- 1972: Violín sideral
- 1973: Primitiva I für Synthesizer
- 1973: Asediado-Asediante für Synthesizer
- 1973: Itero-tzul für Synthesizer
- 1978: Sortilegio für Synthesizer
- 1978: Rupestre en el futuro für Synthesizer
- 1980: Imágenes de una historia en redondo (imposible a la equis) für Synthesizer
- 1980: Imposible a la X
- 1982: Híbrido a presión für zwei Flöten und Synthesizer
- 1984: Evocación profunda y traslaciones de una marimba für Marimba, Chor, fünf Blockflöten, Rezitator und Synthesizer
- 1984: Canción de Imbervalt
- 1984: El violón valsante
- 1986: Híbrido a presión II für zwei Flöten und Synthesizer
- 1992: Cerros de Ilom
- 1998: Sacratávica
- 1990: Ramajes de una marimba imaginaria
- 2001: La tumba del Gran Lengua